# Hebdomophruda crenilinea
Hebdomophruda crenilinea är en fjärilsart som beskrevs av Louis Beethoven Prout 1917. Hebdomophruda crenilinea ingår i släktet Hebdomophruda och familjen mätare. Inga underarter finns listade i Catalogue of Life.